# Jedburgo

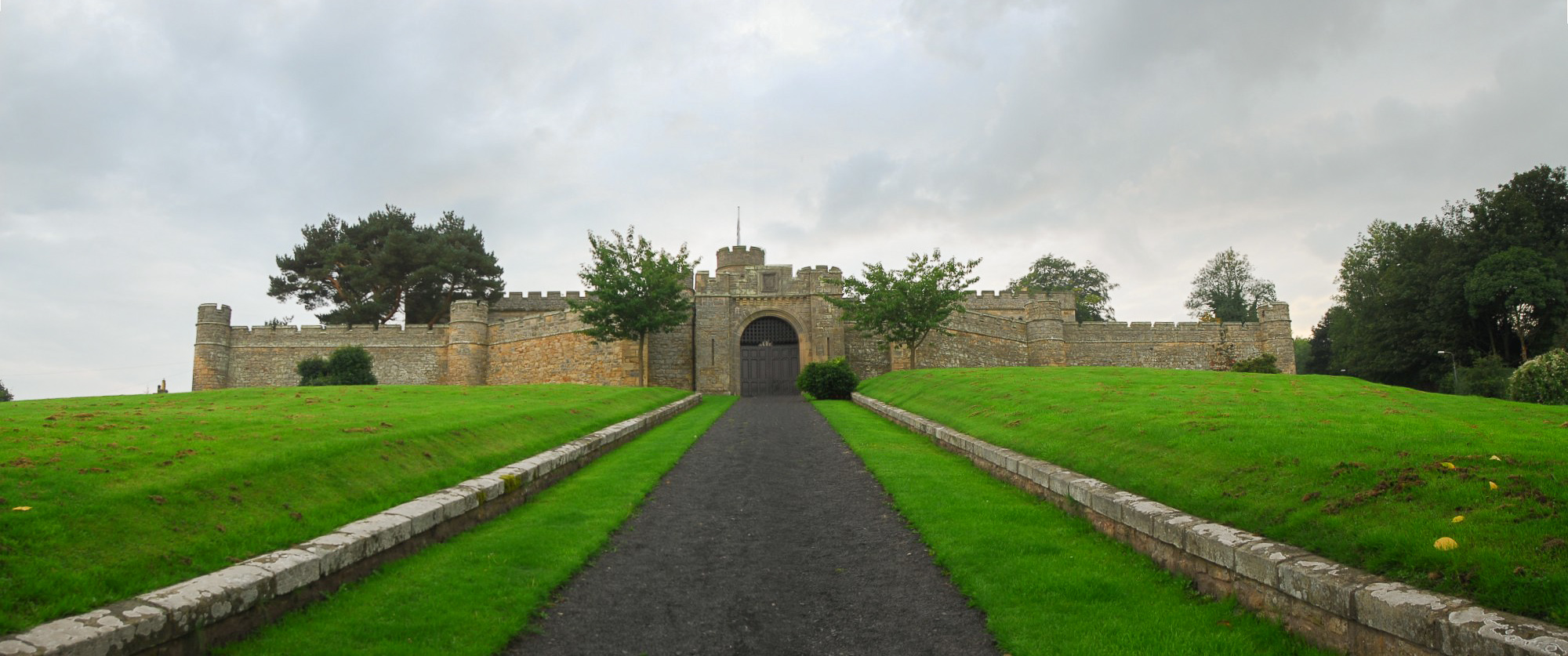
O castelo de Jedburgh.

Jedburgo (em inglês: Jedburgh; em scots: Jeddart/Jethart) é um cidade e antigo burgo real na província de Scottish Borders. Historicamente situa-se em Roxburghshire.